# Xorides annulatus
Xorides annulatus är en stekelart som först beskrevs av Johann Ludwig Christian Gravenhorst 1829.  Xorides annulatus ingår i släktet Xorides och familjen brokparasitsteklar. Inga underarter finns listade i Catalogue of Life.